# Gu Byeong-mo
Gu Byeong-mo (* 1976 in Seoul, Südkorea; wirklicher Name Jeong Yu-gyeong) ist eine südkoreanische Schriftstellerin.

## Leben
Gu Byeong-mo studierte Koreanische Literatur und Sprache an der Kyung-Hee-Universität. Ihr erster Roman, Wizard Bakery, wurde zu einem Bestseller in Südkorea und wurde 2008 mit dem Changbi-Preis für Jugendliteratur ausgezeichnet. Der Roman lässt sich nicht in ein Genre einordnen. Es ist ein Bildungsroman, der Realität und Fantasie vermischt. Das Motiv des Romans ist entlehnt von Hänsel und Gretel. Das Buch beschreibt die Grausamkeit der Begierden des modernen Menschen und ein Geheimnis, das in einer einfachen Familie versteckt liegt. Die Begierden der Menschen werden durch die Augen eines Zauberers enthüllt. In der Geschichte herrscht ein Kausalgesetz: Wenn jemand ein magisches Gebäck in der Wizard Bakery bestellen will, muss man zuerst die Tatsache akzeptieren, dass jede magische Handlung wie ein Bumerang zu einem zurückkommen kann. Der Roman wurde in mehrere Sprachen übersetzt.
2013 veröffentlichte Gu Byeong-mo den Roman Pagwa, der 2022 mit dem Titel Frau mit Messer auf Deutsch erschienen ist. Es ist ein Actionthriller über eine 65-jährige Auftragskillerin, die in den Ruhestand gehen möchte.
Gu Byeong-mo sagte, dass sie für die Namen ihrer Figuren häufig ein Hanja-Wörterbuch (sino-koreanisch) zur Hand nimmt, um Namen zu wählen, deren Aussprache mehrere Bedeutungen hat.
Gu ist Mitglied der Science Fiction Writers Union of the Republic of Korea.

## Werke
- 2009: Wizard Bakery (위저드 베이커리)
- 2011: Agami (아가미)
- 2011: Gouineun Anijiman (고의는 아니지만)
- 2012: Bangjuro Oseyo (방주로 오세요)
- 2012: Pigeumallion Aideul (피그말리온 아이들)
- 2013: Pagwa (파과)
  - Frau mit Messer, übersetzt aus dem Englischen von Wibke Kuhn, Ullstein-Verlag, ISBN 9783550201509
- 2015: Ppalgan Gududang (빨간구두당)
- Han Spoon-ui Sigan (한 스푼의 시간)
- Eoneu Pissijuuijaui Josaenggi (어느 피씨주의자의 종생기)
- Ne Iut-ui Siktak (네 이웃의 식탁)
- Dan Hana-ui Munjang (단 하나의 문장)
- Bird Strike  (버드 스트라이크)

## Auszeichnungen (Auswahl)
- 2008: Changbi-Preis für Jugendliteratur für Wizard Bakery